# Dumitru Dobrescu
Dumitru Dobrescu (n. 12 martie 1927, București – d. 13 decembrie 2020, București) a fost un farmacolog român, membru corespondent (1992) al Academiei Române.
Dumitru Dobrescu este medic și farmacist, practician alopat și homeopat, profesor de farmacologie și membru corespondent (1992) al Academiei Romane.

## Pregătire universitară și postuniversitară
Facultatea de Farmacie București (1949); 
Facultatea de Medicină București (1958); doctor în medicină (1965); cursuri de perfecționare în farmacologie la Praga, Bratislava (1963); specializare în farmacologie la Bruxelles (1965-1966); instruire în farmacologie în cadrul unui program de fellowship la Washington (1973).

## Domeniul de activitate
Rezidențiat la Spitalul Brâncovenesc și la Spitalul de Urgență, București (1947-1949); farmacist și șeful laboratorului clinic, Spitalul Militar din Brașov (1950-1951); asistent universitar (1955-1963); conferențiar (1963-1967), catedra de farmacologie, Facultatea de Medicină, București; profesor asociat (1967-1973); profesor, catedra de farmacologie, Facultatea de Farmacie, București (1973-1997); medic specialist (1961); medic primar (1969); medic homeopat (1981); farmacolog clinician, Spitalul Colțea (1959-1963), Spitalul Brâncovenesc (1963-1983), Spitalul Constructorilor (1983-1992); decanul Facultății de Farmacie București (1972-1981, 1990); directorul Institutului pentru Controlul de Stat al Medicamentelor și Cercetării Farmaceutice (1990-1993; 1997-1998); membru (1968-1973), vicepreședinte (1973-1977) și președinte (1977-1993; 1997-1998) al Comisiei pentru Medicamente a Ministerului Sănătății din România, transformată ulterior în Agenția Medicamentului.
Co-fondator al Centrului Național de Farmacovigilență (1973) și șeful activităților desfășurate în domeniu. Redactor-șef al publicației Farmacovigilența. Expert al Comisiei Internationale de Sănătate în medicație (1973-1998); reprezentantul României în cadrul UN Comission on Narcotic Drugs (1973-1978); fondatorul primului comitet de etică în domeniul cercetării biomedicale din România, sub auspiciile Academiei de Științe Medicale (1992); fondatorul și șeful primului Serviciu Clinic de Farmacologie din România (1981-1992); autorul Proiectului de Ordonanță Guvernamentală și inițiatorul structurii organizaționale și a principiilor Agenției Naționale a Medicamentului (1989).

## Experiența profesională
Autorul unor concepte originale, precum farmacotoxicologia (1977), farmacoepidemiologia (1981) și farmacologia ecologică (1993); autorul "Metodologiei de introducere a unor medicamente noi în terapeutică" (1979) și al "Ghidului de autorizare, înregistrare și supraveghere a medicamentelor" (1991), ambele aprobate ca documente normative de către Ministerul Sănătății din România; autorul a 220 de lucrări științifice (175 publicate în România, alte 27 fiind apărute în publicații internaționale importante, a 18 cursuri); descoperitorul a 20 de medicamente originale, deținătorul a 12 patente de invenții. Autorul a 33 de cărți despre medicamente (autorul unic a 10 dintre ele, considerate premiere internaționale și coautor la alte 16, dintre care una este apărută în premieră internațională). Autorul primei cărți din lume despre farmacologia homeopată și fondatorul unei noi științe medicale cu acest nume.

## Afilieri și asociații profesionale
Vicepreședinte al Uniunii Societății Medicale de Științe (1973-1987); vicepreședinte (1973-1987) și președinte (1987-1999) al Societății de Farmacie; membru deplin (1991) și vicepreședinte (1991-1995) al Academiei de Științe Medicale; membru corespondent al Academiei Române (1992); membru al Academiei Regale de Farmacie din Spania (1987), al Academiei Naționale de Farmacie din Franța (1998), al Societății Europene de Farmacie Clinică (1990); președintele edițiilor a IX-a, a X-a, a XI-a a Congresului National de Farmacie, al Comisiei Superioare de Diplome și al Comisiei Superioare de Validare a Ministerului Educației (1981-1998).

## Premii și distincții onorifice
- Premiul Academiei Române (1981);
- titlul de Doctor Honoris Causa al Universității de Medicină și Farmacie din Iași (1994);
- titlul de Doctor Honoris Causa al Universității de Medicină și Farmacie din Cluj-Napoca (1997);
- "Omul anului 2002" (Institutul American pentru Biografii),
- Ordinul național „Steaua României” în grad de Cavaler (2002).

## Cărți
- Metodologiei de introducere a unor medicamente noi în terapeutică (1979),
- Farmacoterapie practică vol.I-II. (1989)
- Ghidului de autorizare, înregistrare și supraveghere a medicamentelor (1991),
- Gerontoframacologie (1995)
- Farmacologie Homeopat vol.2 , Aparatul Respirator, (2009),
- Întoarcere la natură (2010),
- Memomed (2012/2013) - Memorator de farmacologie si ghid farmacoterapic. -